# Tabuk (Arabia Saudita)
Tabuk es la capital de la región de Tabuk, en el noroeste de Arabia Saudita. Está cerca de la frontera entre Jordania y Arabia Saudita, y alberga la base de la fuerza aérea más grande de Arabia Saudita.

## Historia
Ptolomeo mencionó un lugar con el nombre 'Tabawa', en la esquina noroeste de Arabia. Este nombre puede ser una referencia a 'Tabuka' o 'Tabuk'. Si esto es cierto, la ciudad puede ser tan antigua como la de Ptolomeo. Los poetas árabes preislámicos, como Antra y Nabiqa, mencionaron su montaña 'Hasmi' en sus poemas.
Tabouk se hizo famoso por su asociación con la batalla librada en 8 AH (630 ACE ), durante el período de Mahoma . Desde entonces, siguió siendo una puerta de entrada del norte de Arabia. También fue visitado por un número de viajeros europeos como Doughty en 1294 AH (1877 ACE) y Huber en 1303 AH (1884 ACE).
Tabuk se convirtió en un centro de actividad militar durante la Guerra del Golfo cuando la ciudad se enfrentó a amenazas de ataques aéreos y de scuds iraquíes.

### Sitios históricos
La región es rica en antigüedades y sitios arqueológicos como petroglifos, inscripciones, fuertes, palacios, murallas, ruta de peregrinación sirio-egipcia y los restos de la línea ferroviaria de Hejaz , cuya estación principal se encuentra en Tabuk.

#### Sitio de arte rupestre e inscripciones en Wadi Dam
Cientos de localidades con arte rupestre e inscripciones que datan de diferentes períodos cronológicos y que van del Paleolítico al período islámico se registraron en Wadi Dam y en la región al oeste de Tabuk. El estudio del arte reveló una rica variabilidad estilística y en él se representaban figuras humanas y animales. Se han encontrado decenas de sitios en el área con inscripciones talmúdicas, griegas y nabateas.

#### Castillo Tabuk
También se conoce como el castillo de Aṣ-ḥāb al-Aykah (en árabe: أصحاب الأيكة , "Compañeros del bosque"), que se menciona en el Corán. El castillo data de alrededor de 3500 aC, y ha sido restaurado muchas veces; el último fue en 1062 AH (1652 AC). Fue una de las varias fortalezas y estaciones construidas a lo largo de la ruta de peregrinación siria que dan la bienvenida a los peregrinos. Varios fuertes y estaciones se construyeron a lo largo del camino desde la frontera de Jordania hasta Al- Medinah(Medina) para dar la bienvenida a los peregrinos.. El fuerte consta de dos plantas. El primer piso contiene un patio abierto y varias habitaciones, una mezquita, un pozo y una escalera para acceder a las torres de vigilancia utilizadas por los guardias. El fuerte es considerado como un punto de referencia arqueológico de la región y está abierto para los visitantes.

#### Ain Sukkrah
Este es un antiguo 'ayn (en árabe: عين, 'primavera') que data de la Era de Jahiliyyah (en árabe: جاهلية, 'ignorancia'). Se dice que durante la invasión de Tabuk, Muhammad acampó más de diez días cerca de la fuente y bebió de su agua.

#### La mezquita del Profeta en Tabuk
También se conoce como la Mezquita del Arrepentimiento. Originalmente fue construido con barro y cubierto con árboles de tronco de palma. Fue restaurado en 1062 AH (1652 ACE). Eventualmente, su completa renovación fue ordenada por el difunto Rey Faisal ibn Abdul-Aziz, siguiendo el modelo de la Mezquita del Profeta en Medina.

## Educación
Las universidades incluyen:
- Universidad de Tabuk
- Universidad Fahad bin Sultan

Las escuelas privadas incluyen:
- Escuela Internacional Británica de Tabuk
- Escuela India Internacional Tabuk
- Escuela Internacional de Pakistán de Tabuk
- Escuela Internacional de Filipinas
- Escuelas modelo King Abdulaziz
- Tabuk International School
- Escuela Internacional de Bangladés, Tabuk

## Geografía

### Clima
Tiene un clima continental desértico con veranos calurosos e inviernos suaves. Las temperaturas en el verano están entre 26 y 46 °C, mientras que en invierno están entre -4 y 18 °C, con heladas generalizadas. La nieve es común, con temperaturas que alcanzan hasta -6 °C en algunos inviernos. La lluvia en el área de Tabuk cae en los meses de invierno de noviembre a marzo, y la precipitación oscila entre 50 y 150 mm, con algo de nieve no poco común cada 3-4 años. Los límites de la región de Tabuk se extienden desde la frontera saudita-jordana en el norte hasta el norte de Medina, y desde el Mar Rojo en el oeste hasta la depresión de Hufa en el este. Se encuentra en el cruce de la cordillera de Hejazy las llanuras del norte en la cuenca del área sedimentaria. Hay un montón de agua subterránea y la zona está rodeada de colinas y wadis, la importante de las cuales son Wadi Al-Akhdar (el valle verde), Wadi Damm y Wadi Asafir. La ciudad de Tabuk es una entrada importante en el norte de Arabia en las rutas activas de peregrinación y comercio de caravanas.
Tabuk es la capital de la región, que incluye varios distritos administrativos como Al-Wajh, Duba, Tayma, Umluj y Haql. Desde la Antigüedad, Tabuk tuvo contactos comerciales y culturales con las civilizaciones antiguas vecinas del norte de Arabia, como Ash-Sham , Egipto y Mesopotamia . Ha sido mencionado por varios historiadores y geógrafos como una ciudad ubicada en la antigua ruta comercial entre Yemen y Ash-Sham.

## Demografía
Según estimación 2010 contaba con 534.893 habitantes.